# La Ferrière-aux-Étangs
La Ferrière-aux-Étangs – miejscowość i gmina we Francji, w regionie Normandia, w departamencie Orne.
Według danych na rok 1990 gminę zamieszkiwało 1727 osób, a gęstość zaludnienia wynosiła 158 osób/km² (wśród 1815 gmin Dolnej Normandii La Ferrière-aux-Étangs plasuje się na 119. miejscu pod względem liczby ludności, natomiast pod względem powierzchni na miejscu 447.).